# Gyrotoma pumila
Gyrotoma pumila е изчезнал вид коремоного от семейство Pleuroceridae.

## Разпространение
Видът е бил ендемичен за Съединените щати.